# Arnold Garita
Paul Arnold Garita (Douala, 18 giugno 1995) è un calciatore camerunese, attaccante dell'Hapoel Be'er Sheva.

## Caratteristiche tecniche
È un centravanti.

## Carriera
Nel 2010 viene tesserato dallo Châteauroux, che lo aggrega al proprio settore giovanile. Esordisce in prima squadra a 17 anni, il 30 novembre 2012 contro l'Auxerre (1-1), subentrando all'80' al posto di Clément Tainmont e realizzando allo scadere la rete del pareggio. Il 7 gennaio 2016 passa al Bristol City in cambio di 50.000 sterline, che lo aggrega alla formazione riserve. Il 31 agosto 2016 passa in prestito al Plymouth, in Football League Two.
L'esperienza al Plymouth è segnata da alcuni problemi fisici, che ne limitano l'impiego. Il 30 agosto 2018 viene tesserato dallo Charleroi, che lo cede in prestito al Dunkerque. Dopo aver trascorso quattro anni in Francia, il 12 luglio 2022 firma un biennale con l'Argeș Pitești, formazione impegnata nel campionato rumeno.

## Statistiche

### Presenze e reti nei club
Statistiche aggiornate al 3 marzo 2024.
| Stagione        | Squadra         | Campionato      | Campionato | Campionato | Coppe nazionali | Coppe nazionali | Coppe nazionali | Coppe continentali | Coppe continentali | Coppe continentali | Altre coppe | Altre coppe | Altre coppe | Totale | Totale |
| Stagione        | Squadra         | Comp            | Pres       | Reti       | Comp            | Pres            | Reti            | Comp               | Pres               | Reti               | Comp        | Pres        | Reti        | Pres   | Reti   |
| --------------- | --------------- | --------------- | ---------- | ---------- | --------------- | --------------- | --------------- | ------------------ | ------------------ | ------------------ | ----------- | ----------- | ----------- | ------ | ------ |
| 2016-2017       | Plymouth        | FL2             | 14         | 2          | FACup+CdL       | 3+0             | 0               | -                  | -                  | -                  | FLT         | 0           | 0           | 17     | 2      |
| 2017-2018       | Bristol City    | FLC             | 0          | 0          | FACup+CdL       | 0               | 0               | -                  | -                  | -                  | -           | -           | -           | 0      | 0      |
| 2018-2019       | Dunkerque       | CN              | 25         | 9          | CF              | 1               | 1               | -                  | -                  | -                  | -           | -           | -           | 26     | 10     |
| 2019-2020       | Boulogne        | CN              | 18         | 4          | CF              | 1               | 0               | -                  | -                  | -                  | -           | -           | -           | 19     | 4      |
| 2020-2021       | Villefranche    | CN              | 18+2       | 7+1        | CF              | 1               | 0               | -                  | -                  | -                  | -           | -           | -           | 21     | 8      |
| 2021-2022       | Bourg-en-Bresse | CN              | 32         | 10         | CF              | 2               | 1               | -                  | -                  | -                  | -           | -           | -           | 34     | 11     |
| 2022-2023       | Argeș Pitești   | L1              | 29+9       | 9+5        | CR              | 2               | 0               | -                  | -                  | -                  | -           | -           | -           | 40     | 14     |
| 2023-2024       | Al-Faisaly      | PD              | 24         | 10         | KC              | 1               | 1               | -                  | -                  | -                  | -           | -           | -           | 25     | 11     |
| Totale carriera | Totale carriera | Totale carriera | 171        | 57         |                 | 11              | 3               |                    | -                  | -                  |             | -           | -           | 182    | 60     |

## Palmarès

### Club

#### Competizioni nazionali
- Coppa d'Israele: 1

Hapoel Be'er Sheva: 2024-2025